# Marina Dewander Gabriel
Marina Dewander Gabriel (Angra do Heroísmo, 17 de novembro de 1898 — Lisboa, 26 de março de 1969) foi uma meio-soprano, concertista e professora de música.

## Biografia
Nasceu em Angra do Heroísmo, Açores, filha de Evaristo Dewander Gabriel e de Maria Isabel da Silveira, neta do jardineiro de origem belga François Joseph Gabriel, autor do projeto inicial e construtor do Jardim Duque da Terceira, que ali se havia fixado e constituído família. Concluíu em Angra o ensino primário e preparatório destinado a ingressar no Conservatório Nacional de Lisboa. Os primeiros estudos musicais foram orientados por sua mãe, tendo também como professor João dos Reis Neves, que havia estudado música em Itália. Estreou-se, ainda muito jovem, em Angra, rocando piano em trio com a mãe e o seu primo Luís da Silva Ribeiro, aquando da passagem por aquela cidade da atriz Italia Vitalini, que estava em tournée pelos Açores.
Frequentou o Conservatório Nacional de Lisboa entre 1919 e 1924, onde concluiu o curso de canto com Augusto Machado, ganhando o Primeiro Prémio de Canto, e o curso de piano com Marcos Garin. Nesse período também teve aulas com o seu conterrâneo Tomás Borba e aulas particulares com o jorgense Francisco de Lacerda. Em 1925 partiu para Paris, cidade onde foi aluna da meio-soprano Claire Croiza e do cantor e musicologista Amédée-Louis Hettich. Em Paris estudou foneoterapia e ortofonia com o médico Jean Tarneaud, e ginástica respiratória com o otorrinolaringologista Alexis Wicart. Estagiou ainda em Milão com Giulio Asnnovaro e em Munique com Lotte Leonard.
Lecionou em vários paíse e desenvolveu uma carreira de concertista repartida entre entre Portugal, França e Suiça, mas com largas tournées, organizadas pelo empresário Marcel de Valmalète, que a levaram a percorrer boa parte da Europa, África do Sul, América do Norte e Extremo Oriente, dirigida por importantes maestros e acompanhada pelos melhores pianistas da época. Cantou importantes partituras, entre as quais as Paixões de Johann Sebastian Bach, a Nona Sinfonia de Ludwig van Beethoven, o Requiem de Wolfgang Amadeus Mozart e o Requiem de Hector Berlioz.
Ao longo da sua carreira manteve sempre a preocupação de divulgar os compositores portugueses. Cantou em Portugal, incluindo os então territórios ultramarinos portugueses e ilhas adjacentes. Colaborou com a Sociedade Coral Duarte Lobo, a Sociedade Nacional de Música de Câmara, a Orquestra Sinfónica Nacional e a Sociedade Sonata. Cantou os papéis de contralto nas primeiras audições em Portugal da Paixão segundo São Mateus de Johann Sebastian Bach (1941) e de Sansão de Georg Friedrich Händel (1944). Na sua carreira internacional, atuou para estações de rádio da França e da Suiça. Foi solista com as orquestras sinfónicas de Paris, Marselha e Nantes.
Entre 1940 e 1948, foi professora na Academia de Amadores de Música. A partir de então fixou residência em Paris, onde se dedicou ao ensino.